# Seznam přemožitelů José Raúla Capablancy
Tento seznam obsahuje dvacet sedm šachistů, jenž v regulérní vážné partii porazili José Raúla Capablancu, jednoho z nejlepších hráčů v historii šachu.

## Seznam
- Alexandr Aljechin, sedm výher – Buenos Aires 1927 Zápasy číslo 1,11,12,21,32,34 a AVRO 1938, skóre (+7 –9 =33)
- Arnold Aurbach – Paříž 1913, skóre (+1 –3 =0)
- Roy Turnbull Black – New York 1911, skóre (+1 –1 =0)
- Michail Botvinnik – AVRO 1938, skóre (+1 –1 =5)
- Oscar Chajes – New York 1916, skóre (+1 –2 =2)
- Juan Corzo (U16), tři výhry – Havana 1901 partie číslo 1,2,13
- Erich Eliskases – Semmering 1937, skóre (+1 –1 =2)
- Max Euwe – AVRO 1938, skóre (+1 –4 =14)
- Salo Flohr – Nottingham 1936, skóre (+1 –2 =8)
- Alexander Iljin-Ženevskij – Moskva 1925, skóre (+1 –0 =0)
- Charles Jaffe – New York 1913, skóre (+1 –3 =3)
- David Janowski – Havana 1913, skóre (+1 –9 =1)
- Paul Keres – AVRO 1938, skóre (+1 –0 =5)
- Emanuel Lasker, dvě výhry – Sankt Petersburg 1914 a Moskva 1935, skóre (+2 –6 =15)
- Andre Lilienthal – Hastings 1934/35, skóre (+1 –1 =2)
- Frank James Marshall, čtyři výhry – New York 1909 Match Game 7, New York 1910 (dvě hry), Havana 1913, skóre (+4 –21 =29)
- Samuel Reshevsky – Margate 1935, skóre (+1 –1 =4)
- Richard Réti – New York 1924, skóre (+1 –4 =2)
- Nikolaj Rjumin – Moskva 1935, skóre (+1 –2 =0)
- Akiba Rubinstein – San Sebastian 1911, skóre (+1 –1 =7)
- Friedrich Sämisch – Carlsbad 1929, skóre (+1 –1 =0)
- Rudolf Spielmann, dvě výhry – Bad Kissingen 1928 a Karlovy Vary 1929, skóre (+2 –2 =8)
- Mir Sultan Khan – Hasting 1930/31, skóre (+1 –0 =0)
- Siegbert Tarrasch – Sankt Petersburg 1914, skóre (+1 –2 =3)
- George Alan Thomas – Hastings 1934/35, skóre (+1 –5 =2)
- Boris Verlinskij – Moskva 1925, skóre (+1 –0 =0)
- Jevgenij Alexandrovič Znosko-Borovskij – Sankt Petersburg 1913 Match Game 2, skóre (+1 –3 =1) [1][2]